# Maya Le Clark
Maya Le Clark (San Diego, 2011. március 28. –) amerikai gyerekszínész. Leghíresebb szerepe Chloe Thunderman A Thunderman családban. Briaként is megjelent a Lovag iskolában.

## Életpályája
Maya Le Clark 2011-ben született Jason Le Clark és Aimee Le Zakrewski Clark legfiatalabb lányaként San Diegóban.
2015 júniusában mutatták be mint A Thunderman család sorozat új színészét.
2018-ig alakította a négyéves Chloe Thundermant, a Thunderman család legkisebb gyerekét.

## Filmjei
- A Thunderman család (2015–2018)
- Lovag iskola (2018-2019)
- The Suicide Squad – Az öngyilkos osztag (2021)
- A Thunderman család: Beépített küldetés (2025)